# Robert Wagner (gauleiter)
Pour les articles homonymes, voir Robert Wagner et Wagner.
Robert Wagner est un homme politique allemand de l'époque du Troisième Reich, né le 13 octobre 1895 à Lindach près d'Eberbach (Bade-Wurtemberg) et mort fusillé le 14 août 1946 au fort Ney à Strasbourg.
Membre éminent du parti nazi, il a été gauleiter de Bade, puis du Gau « Oberrhein » (Rhin supérieur) qui englobait le pays de Bade et l'Alsace.

## Origines
Wagner était né Backfisch du nom de son père, agriculteur. Il adopta plus tard le nom de sa mère, Wagner. Le mot Backfish en allemand signifie « poisson frit » mais il désigne aussi une « jeune fille en fleur ». Sa famille était protestante, mais lui-même avait quitté l'Église protestante : à la fin des années 1930, il se qualifiait simplement de « croyant en Dieu ».

## La Première Guerre mondiale
Quand éclata la Première Guerre mondiale, Wagner abandonna sa formation d'enseignant à Heidelberg et s'inscrivit comme volontaire dans l'armée de Guillaume II. Wagner resta toute sa vie sans avoir achevé sa formation professionnelle. De 1914 à 1918, il se battit en Flandre, devant Verdun, sur la Somme, en Artois et en Champagne, vivant ainsi quelques-unes des batailles les plus épouvantables du front ouest. Ses talents de commandement lui valurent de monter en grade et, à la fin de la guerre, il était lieutenant. Il reçut plusieurs distinctions militaires. Il vécut la capitulation comme un coup de poignard dans le dos porté contre la patrie qui chancelait. Selon ce qu'il affirma plus tard, c'est cette expérience qui éveilla en lui la haine des « criminels de novembre », de la gauche et des déserteurs.

## Larépublique de Weimar
Après la fin de la guerre, Wagner se joignit à un bataillon de volontaires de son régiment et participa à la répression des troubles révolutionnaires à Mannheim. Par la suite, il se heurta de manière répétée à la police. Il refusa de rendre ses armes mais une intervention du ministère de la Guerre le protégea des conséquences de cette insubordination. En 1923, il fut envoyé à l'École d'infanterie de Munich, qui était à l'époque le centre d'instruction pour officiers le plus important d'Allemagne ; c'est là qu'il fit la connaissance d'Hitler et de Ludendorff à qui il voua aussitôt une grande admiration.

### Le9 novembre 1923

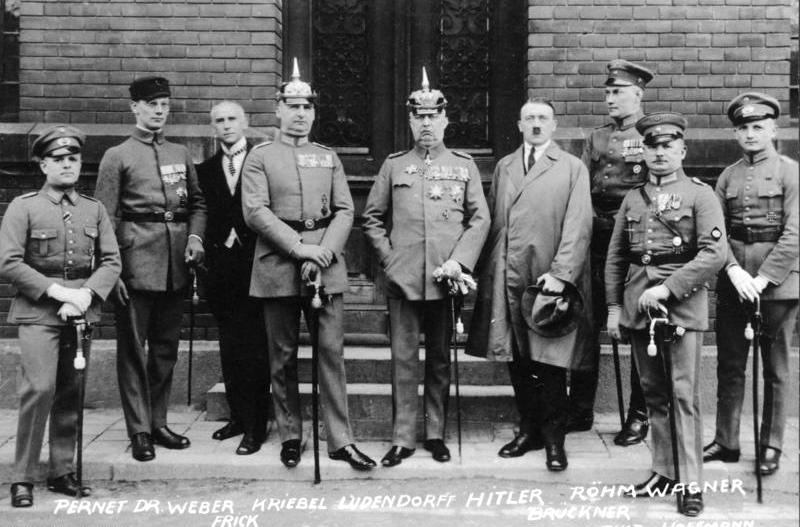
Robert Wagner (tout à droite) au côté d'autres inculpés lors du procès d'Adolf Hitler en 1924, photo de Heinrich Hoffmann.

La participation au putsch d'Hitler, le 9 novembre 1923, lui valut une condamnation à un an et trois mois de détention en forteresse ; il ne dut cependant la purger qu'en partie car, après déduction des deux mois de prison préventive et de trois semaines de prison effective, il bénéficia d'un sursis. Depuis ce moment, Wagner entretint les relations les meilleures avec Hitler et Goebbels. Hitler lui laissa d'ailleurs plus tard une liberté d'action totale et le soutint en vertu de son principe général de commandement selon lequel les centres de pouvoir ont le droit de s'opposer dans les débats aux instances centrales. Pour ses « mérites » de 1923, Wagner reçut en 1934 la plus haute marque d'honneur du Parti national-socialiste, ce qu'on appelait les « ordres du sang », en tant que « combattant de vieille date ».

### Le propagandiste
Après son licenciement de la Reichswehr, en mai 1924, Wagner n'arrivait plus à reprendre pied dans le monde du travail. Il préféra fonder en 1925 le Gau Baden du Parti national-socialiste et s'occupa activement comme organisateur et orateur du parti. La SA ayant été interdite, on créa pour la remplacer temporairement une organisation de rechange, appelée Schlageterbund d'après Albert Leo Schlageter, et on y mit aussi ce qui restait de la NSDAP interdite. Il en fit une nouvelle SA. Il fit en sorte que le Pays de Bade eût son propre journal local, Der Führer (de) qui parut pour la première fois le 5 novembre 1927 et qui, par la suite, devint l'organe central de propagande du Pays de Bade.

### Devant les tribunaux
Wagner fut plusieurs fois condamné à de la prison et à des amendes, pour injures et blessures corporelles aggravées. Mais les tribunaux firent toujours preuve à son égard d'une grande indulgence :
Le 18 décembre 1929, à l'occasion d'une rencontre internationale de la commission tarifaire des cheminots, Wagner avait provoqué les membres français en entonnant des chansons anti-françaises. Comme un cheminot allemand protestait, Wagner l'injuria, l'appelant « cochon, balourd, pauvre type, canaille » et lui envoya son poing à la figure. Le tribunal se contenta de condamner Wagner à une amende légère de 100 RM, invoquant le fait que le cheminot aurait dû savoir qu'il avait affaire à des nationaux-socialistes et aurait dû tenir compte de leur fanatisme bien connu.

### Wagner commeparlementaire
En 1927, le NSDAP obtint dans la république de Bade de bons résultats aux élections du Reichstag, résultats au-dessus de la moyenne des autres Länder. En 1929, elle récolta 7 % des voix aux élections du parlement de Bade (de), ce qui permit à Wagner d'y entrer et de jouir de l'immunité parlementaire. Plusieurs fois, le Landtag refusa d'obéir à la requête du ministère de la Justice pour lever cette immunité compte tenu des démêlés judiciaires de Wagner.
Dans les débats parlementaires, Wagner n'intervint que rarement. Ce qui lui importait, ainsi qu'à son parti, au contraire, c'était de ridiculiser le système parlementaire et d'entraver son fonctionnement. Il attachait toutefois beaucoup d'importance à son indemnité parlementaire et aux voyages gratuits dispensés par la Reichsbahn.
Le 2 juin 1932, Wagner expliqua en séance publique du Landtag badois qu'il s'agissait de mettre à bas le parlementarisme qui « détruisait les valeurs ». « Nous autres, nationaux-socialistes, n'attachons aucun prix à être parlementaires ».
Dès 1930, il exposa au Landtag d'une façon absolument claire et prophétique que la Constitution de Weimar et celle du Pays de Bade ne sont que des moyens pour atteindre le but. « Le jour viendra où ce méchant ouvrage de Weimar avec votre prétendu État s'écroulera de lui-même ».
En 1932, Wagner fut nommé à la direction de la NSDAP pour le Reich.

## Pendant lenazisme
Le 9 mars 1933, Wagner revint au Pays de Bade, muni des pleins pouvoirs que lui avait accordés le ministre de l'Intérieur du Reich Wilhelm Frick. En fort peu de jours, la prise de pouvoir dans le pays était terminée. Wagner, portant depuis le 5 mai 1933 le titre de Reichsstatthalter et étant en même temps un des onze gauleiters de la NSDAP du Reich, annonça - comme un signe en direction des SA - la fin de la révolution.

### L'anti-marxiste
Alors que le député socialiste Daniel Nussbaum avait tenté de se défendre quand on était venu l'arrêter « par mesure de sécurité » et qu'il avait tué d'un coup de feu deux policiers, Wagner prit ce tragique évènement pour prétexte afin d'arrêter, avec une rare brutalité, les députés socialistes et communistes du Reichstag et du Landtag et les faire interner en camp de concentration. En mars 1934 dans le camp de concentration de Kislau, il fit assassiner Ludwig Marum, Juif selon la définition nationale-socialiste de la race et président du groupe parlementaire socialiste pendant de longues années.

### L'antisémite
Antisémite passionné, Wagner, dès la prise de pouvoir, décida de devancer la loi sur la restauration du statut des fonctionnaires  du 7 avril 1933 et, de façon encore plus radicale, il révoqua immédiatement tous les fonctionnaires d'origine juive.
Le 1er avril 1933, avec l'approbation de l'État, il mena les premières actions de boycott contre les entreprises juives au Pays de Bade.
Pendant la Nuit de Cristal, il laissa le champ libre à la populace pro-nazie, réprimant en personne toute tentative d'empêcher l'incendie de la synagogue de Karlsruhe. Par la suite, conformément à sa manière de gouverner, il s'occupa de couvrir d'une apparence légale et bureaucratique l'aryanisation des entreprises et des biens juifs.
Après l'entrée en France des armées allemandes et l'armistice du 22 juin 1940, Wagner déclara dès le 16 juillet 1940 : « L’Alsace doit être purifiée de tous les éléments qui sont étrangers à la race allemande (« Das Elsass muss von allen Elementen, die der deutschen Rasse fremd sind, gereinigt werden ») puis, avec l'accord d'Hitler, il put mener à bonne fin ses plans antisémites comme chef de l'administration civile en Alsace et, avec Josef Bürckel, son collègue pour la Lorraine annexée, il expulsa en zone libre, au cours de ce qu'on appelle l'action Wagner-Bürckel (de), 6 500 Juifs de Bade et du Palatinat ainsi que 22 000 Juifs alsaciens. Là-dessus encore, il montrait la voie aux autres : les déportations planifiées des Juifs allemands ne commencèrent dans le reste du Reich qu'à l'automne 1941.
Les Juifs chassés de Bade, du Palatinat et de Sarre vers la zone libre à partir du 22 octobre 1940 furent installés sur décision du gouvernement de Vichy dans des conditions dramatiques dans les camps d'internement de Gurs au pied des Pyrénées, de Rivesaltes, Le Vernet, Les Milles. Des 6 500 Juifs de Bade, seuls 750 survécurent, 2 000 furent déportés en 1942 dans les camps de concentration de Majdanek et d'Auschwitz où ils furent assassinés. Les Juifs restés au Pays de Bade eurent droit au même sort. La propagande nazie exultait : « L'Alsace est débarrassée de ses Juifs ».

## Germanisation de l’Alsace
Hitler avait demandé le 25 septembre 1940 à Wagner et Bürckel (gauleiter de la Sarre) de lui annoncer dix ans plus tard que leurs régions étaient dorénavant allemandes et purement allemandes notamment en étant « judenrein » (vides de Juifs), en leur faisant savoir qu'il ne les interrogerait pas a posteriori sur les méthodes employées pour y arriver.
Wagner se targue d'y arriver en cinq ans, sans ambiguïté sur la méthode : « Si un Alsacien vient et me déclare : Je ne suis pas allemand, mais français, c'est-à-dire que je me considère comme français ; je ne puis que lui dire : Tu n’es pas un Français, tu es un traître allemand. Tu es un traître à ton nom, à ta langue, à ta nationalité, à ton sang, bref à ta propre nature, à ta destinée (…). Aussi devras-tu comprendre qu’on se débarrasse rapidement de toi, comme aujourd’hui dans le monde entier on se débarrasse rapidement de tous les traîtres ». Se rendant compte que les Alsaciens ne sont nullement gagnés à l’Allemagne, il essaie d’ironiser : le 20 juin 1943, au cours d’une grande réunion dans la halle du marché de Strasbourg, il reconnaissait que de « nombreux auditeurs auraient préféré entendre un général américain ! », mais tant pis, ils devront se contenter de lui. Puis il parla de l’introduction des lois militaires en Alsace, qu’il ne justifiait pas par des raisons juridiques mais par des raisons raciales : « L’Alsacien est de même sang que les Allemands, il devra donc lui aussi verser son sang pour la même cause. ».
La tentative de Wagner pour germaniser l'Alsace échoua donc, bien qu'il eût expulsé au moins 100 000 personnes ou plutôt ne les eût pas laissées revenir en Alsace ; environ 134 800 Alsaciens ne sont pas rentrés chez eux. Dès 1942, l'administration nazie avait changé d'avis. On ne voulait plus faire cadeau du sang « allemand » à l'étranger. Au total 21 720 Alsaciens furent expulsés d’Alsace vers la France, du 1er juillet 1940 au 1er mars 1943, le plus souvent considérés comme peu sûrs, en particulier pour des raisons politiques. Ces expulsions pouvaient également avoir un caractère eugéniste. Des familles furent expulsées parce qu’un des membres était atteint d’une maladie mentale ou physique. Ces expulsions ne laissaient qu’un temps très court aux préparatifs (départ dans la journée) et les bagages autorisés étaient limités à 10 ou 20 kg d’effets personnels. Également, du 1er août 1942 au 1er juillet 1943, 2 735 Alsaciens (par exemple des personnes et des familles dont les membres s'étaient soustraits au service du travail obligatoire ou à l'incorporation de force dans l'armée) furent transférés de force dans les régions conquises à l'Est. À Schelklingen près d'Ulm, des camps spéciaux furent  préparés pour eux. Là, on leur « procura » ensuite du travail. Des plans de transfert beaucoup plus vastes jusque dans les districts de Lublin et de Zamość ne furent pas mis en œuvre en raison de la guerre.
Les noms des localités et les noms des rues furent « germanisés ». Par exemple « Fort-Louis » devient « Ludwigsfeste ». Les habitants étaient forcés par le décret du 15 janvier 1943 de transformer leur nom de famille s'il n'avait pas une consonance germanique.
L'usage de la langue française était interdit. Quiconque y contrevenait pouvait se retrouver interné au camp de redressement de Schirmeck.
Il n'y avait qu'une poignée d'Alsaciens disposés à adhérer au parti nazi. En février 1942 le gauleiter Wagner signa un ordre appelant la jeunesse alsacienne à se porter volontaire pour la Wehrmacht ou les Waffen SS. Seuls quelques milliers répondent à l’appel, et encore beaucoup d’entre eux étaient allemands ou d’origine allemande. Wagner prétendit alors que beaucoup de jeunes auraient voulu s’engager mais s’en étaient abstenus sous la pression de leur famille et à Vinnitsa le 9 aout 1942 Hitler donna son accord pour une mobilisation forcée et l’imposition aux recrues alsaciennes de la nationalité allemande. C'était contraire aux règles du droit international de la convention de Genève concernant le traitement de la population dans une région occupée. Beaucoup de jeunes Alsaciens nés en 1908-1910 furent de plus obligés d'entrer dans la Waffen-SS et non dans les forces armées. En janvier 1944, alors que la Wehrmacht sous les ordres de Keitel s'y était jusque-là refusée, Wagner convint avec Himmler de mobiliser les anciens officiers de réserve français dans la Waffen-SS. Il fit enfermer dans le camp de concentration de Neuengamme 42 officiers que toutes les pressions n'avaient pu faire céder ; 22 y laissèrent la vie.
Pour décourager les désertions, Wagner introduisit la Sippenhaft (représailles contre la famille).
Le nombre d'Alsaciens susceptibles d'être incorporés dans l'armée se montait au total à 200 000. Seuls 40 000 purent difficilement y échapper. Environ 103 000 Alsaciens et 31 000 Mosellans durent combattre. 30 000 moururent au combat ou en captivité, 10 000 furent déclarés disparus, 10 000 furent gravement blessés.
Comme instrument d'éducation politique, Wagner créa un tribunal spécial siégeant à Strasbourg. D'après lui, seule la peine de mort pouvait avoir un effet dissuasif ; d'où le nombre de peines capitales qui furent prononcées. Avant les séances, Wagner inspectait les dossiers et avait l'habitude de fixer la peine avec le président Huber et le procureur Simon.
En 1940, sa voiture fut prise pour cible par un groupe de jeunes résistants, la Main Noire, qui détruisit son véhicule à l'aide de grenades alors qu'il était dans un café.
Dès 1940, Wagner fit établir un camp de redressement près de Schirmeck, destiné aux « fortes têtes alsaciennes », qu'il garda sous son contrôle malgré quelques tentatives des SS de l'intégrer dans leur système de camps de concentration. Ce camp compte 650 détenus en août 1941. En septembre 1942, il comprenait environ 1 000 hommes et 400 femmes.
En outre, plusieurs milliers de prisonniers de guerre, d'adversaires politiques et de résistants furent assassinés dans le camp de concentration alsacien du Struthof tenu par les SS.

## L'ennemi ducatholicisme
À l'origine, Wagner avait des relations plutôt tranquilles avec l'Église catholique romaine dirigée par l'archevêque de Fribourg Conrad Gröber, car ce dernier voyait dans le bolchevisme le véritable ennemi. Cette situation allait changer avec le temps, puisque Wagner était depuis longtemps un adversaire convaincu de l'Église catholique dont il voulait détruire l'influence, conformément à l'idéologie nazie. Voulant précipiter les choses et faire condamner Gröber en 1940 à cause de son sermon anti-nazi de la Saint-Sylvestre, puis le faire mettre en prison à cause de sa lettre pastorale du 12 février 1941, Wagner et ses tentatives se heurtèrent au veto d'Hitler qui voulait repousser après la « victoire finale » la lutte contre les Églises.
À l'inverse, Wagner eut peu de difficultés avec l'Église protestante. Lui-même n'hésitait pas à s'occuper de l'admission des jeunes pasteurs nationaux-socialistes dans le « NS-Pfarrbund » qui se joignit en 1933 au mouvement religieux des chrétiens protestants allemands.

## La fin
Déguisé en civil, Wagner réussit à échapper à l'avance des Alliés le 23 novembre 1944, lorsque les éléments de la 2e division blindée française entrèrent dans Strasbourg, en se réfugiant précipitamment de l'autre côté du Rhin. Jusqu'au bout, il essaya de leur opposer une résistance militaire. Il établit d'abord à Baden-Baden un poste de commandement et, pendant l'offensive allemande des Ardennes, revint même encore une fois en Alsace. Comme Reichsverteidigungskommissar (commissaire de défense du Reich pour le secteur de défense Bade et Alsace) il mobilisa jusqu'à la fin de la guerre 22 bataillons du Volkssturm et fit distribuer des tracts qui appelaient à des actes de sabotage dans les régions déjà occupées par les Alliés. Il menaça de la peine de mort tous les dirigeants du « Mouvement », s'ils tentaient de s'enfuir. Le 31 mars 1945, il menaçait encore de faire passer en cour martiale tous les « éléments criminels », s'ils « arboraient des drapeaux blancs à l'approche de l'ennemi ». Il ordonna aux villes de Bade de suivre le principe de la terre brûlée et de détruire leurs infrastructures pour empêcher l'avance des Alliés, donnant l’ordre de résister « jusqu’au dernier couteau de cuisine » (« Widerstand bis zum letzten Küchenmesser »).
Après l'occupation de Karlsruhe le 4 avril 1945, la femme et la fille de Wagner, alors âgée de douze ans, furent arrêtées et promenées dans les rues de Strasbourg. Par la suite sa femme est envoyée à Paris dans un bordel pour Algériens où elle se donna la mort après avoir été violée plusieurs fois (dans la version allemande de cet article il s'agit d'une rumeur ; la référence est différente). Wagner lui-même s'installa d'abord à Schönwald en Forêt-Noire, puis à Bodman où il congédia ses derniers collaborateurs le 29 avril 1945, après la conquête de Constance. Le 25 mai 1945, il se rend à Lindach où son frère l'attend. Pendant son escapade, il apprit que sa femme avait été arrêtée par les autorités françaises et conduite vers Paris. Mais elle se suicida à son arrivée. Finalement, il se rendit aux autorités américaines à Stuttgart le 7 juin 1945 qui le remirent aux autorités françaises.
Le procès contre Wagner eut lieu du 23 avril au 3 mai 1946 devant le tribunal militaire de Strasbourg qui le condamna à mort, ainsi que cinq des six autres accusés en raison des crimes qu'ils avaient commis en Alsace : expulsion en masse de 20 000 personnes en 1940, création du camp de Schirmeck et pressions sur le tribunal spécial de Strasbourg, cause d'un grand nombre de condamnations à mort. Tous les condamnés firent appel, appel rejeté en août 1946. Le matin du 14 août, au fort Ney, Wagner fut passé par les armes en même temps que l'ex-vice-gauleiter Hermann Röhn, l'ex-conseiller supérieur Walter Gaedeke et l'ex-administrateur en chef Adolf Schuppel. Les derniers mots de Wagner soulignèrent son absence totale de regrets pour ses crimes : « Vive la Grande Allemagne, vive Adolf Hitler, vive le national-socialisme. Notre grande tâche n'a trouvé que des petits juges. À bas le peuple français et sa justice de vengeance. Vive l'Alsace allemande ».
L'annonce de la mort de Wagner fut tout de suite rendu publique aux Alsaciens, qui reçurent la nouvelle avec émotion, car ils se souvenaient des années difficiles et des morts et autres victimes des suites de son pouvoir, et de sa gestion de l'Alsace. Des manifestations de joie se déroulèrent spontanément en diverses villes d'Alsace, dont Strasbourg, pour fêter l'événement.